# Timore di Dio
Il timore di Dio è l'atteggiamento secondo cui il fedele vive costantemente considerandosi sotto lo sguardo del Signore, preoccupato di piacere più a lui che agli uomini. Dio è quindi giudice delle azioni dell'uomo, ma non come un funzionario che cerca di cogliere qualcuno in fallo, ma come un padre che desidera il vero bene del figlio. Il timore di Dio è quindi l'atteggiamento del figlio che vuole corrispondere all'amore del padre, piuttosto che quello del suddito che non vuole essere colto a trasgredire la legge.

## Nella Bibbia
Così è definito nella Bibbia:
- Prov 1,7[2]: il timore del Signore è il principio della scienza
- Proverbi 8.13[3]: Il timore del Signore è odiare il male; io odio la superbia, l'arroganza, la via del male e la bocca perversa (Tanakh)

## Ebraismo
Diversamente dalla paura o dal timore delle persone, il timore di Dio, in ebraico יראת שמים (Shamaim può anche essere inteso come uno tra i Nomi di Dio nella Bibbia), riguarda l'onore e la consapevolezza della Magnificenza divina e del suo Giudizio. Esso è spesso anche stretto all'osservanza dei precetti ed alla loro accettazione nel giogo della Torah e del Regno celeste; nella spiritualità ebraica il timore di Dio è la capacità necessaria a vivere il rispetto, l'amore e l'ubbidienza dei comandamenti e delle Mizvot di Dio.
Ci si riferisce all'amore ed al timore per Dio con l'espressione allegorica le "ali" della fede.
Nachman di Bratzlav affermò che la vera paura è il timore di Dio.
Nel Sefer haZohar (189-191) è scritto che il Mondo intero è basato su questa Mitzvah; esistono quindi tre modalità di timore di Dio: per le [possibili] punizioni in "questo Mondo", per le [possibili] punizioni nel Mondo a venire e per Dio; le prime sono connesse con quest'ultimo, anche se di maggior importanza. Tra essi il più semplice è quello per le punizioni, come l'amore per i meriti acquisiti; poi quello secondo la coscienza della superiore Volontà divina che tutto controlla e governa; infine quello legato all'amore incondizionato dinanzi alla Grandezza divina. Anche la Bontà e la Misericordia di Dio che perdona grazie alla Teshuvah suscitano il timore nei Suoi confronti. Spesso il timore è alimentato dal rischio di non mantenere il legame con Dio o diminuirne la qualità.
Ancora nel Sefer haZohar viene confermato il legame tra il timore del peccato e di Dio e la Simchah: ...poiché è felice colui che vive nel timore.
Secondo l'insegnamento che afferma che lo stolto non ha timore del peccato anche il timore del peccato è un'ulteriore prova della fede in Dio che permette di assumere il comportamento più consono alle prescrizioni della Torah, sia etiche che pratiche: senza sapienza non c'è timore.
Alcuni maestri hanno asserito che l'uomo che teme il proprio prossimo, "portandogli" così rispetto che non mancherebbe anche senza, dovrebbe soffermarsi maggiormente e con attenzione sul timore che deve essere rivolto a Dio ed imparare dal primo per il secondo.
Qualche volta, non per mancanza di sollecitudine, non per incapacità, non per apparente disorientamento interiore, né per timidezza, succede che per timore di Dio si esiti ad intraprendere lo studio di un particolare testo sacro ebraico o a recitare una Tefillah (in quest'ultimo caso talvolta molti attendono un'ora circa di preparazione per la dedica a Dio in dedizione liturgica).
Esempio di un uomo timoroso di Dio è Mosè, come evidente nell'episodio del roveto ardente (Esodo 3,1-6). Mosè chiamato da una voce proveniente da un roveto che bruciava senza consumarsi, riconosce la chiamata di Dio e subito risponde. Mosè mostra il timor di Dio che si manifesta come rispetto reverenziale e fiducioso. Anche Avraham venne benedetto e trovò grazia dinanzi a Dio per il timore vissuto soprattutto nella prova del sacrificio di Isacco suo figlio, anch'egli esempio del timore di Dio.
In tutto il Tanakh il timore di Dio è legato alla capacità del fedele di ascoltare le parole di Dio e di desiderare ciò che il Signore chiede. Riguarda inoltre il comportamento consono che, se tale alla presenza di un re in carne ed ossa, tanto più è di fronte a Dio.
Esiste una preghiera ebraica con cui si richiede a Dio di avere e timore "interno" e timore "esterno" di Lui.
Nella Qabbalah la Sefirah legata al timore è Ghevurah, appunto rappresentata dall'ebreo Isacco.
Nel Sefer haBahir è paragonato alla luce celeste:
(Sefer haBahir V-200)
Come è scritto in Deuteronomio nella Parashah di Shofetim, anche il Mashiach teme Dio: 17.19-20.

## Cristianesimo
Secondo la teologia cattolica è uno dei sette doni dello Spirito Santo.
Secondo la dottrina cristiana, il timore di Dio è la capacità necessaria per seguire gli insegnamenti di Gesù, per riconoscere che Dio va incontro all'uomo con amore e che Gesù è il salvatore.
Nel nuovo Testamento il timore di Dio è spesso messo in relazione con la fede, ad esempio quando Gesù dopo aver sedato la tempesta, chiede ai suoi discepoli: Perché siete così paurosi? Non avete ancora fede? (Marco 4,40).
Inoltre proprio dall'insegnamento di Gesù, che ha insegnato ai suoi discepoli ad identificare Dio come un padre misericordioso, il timore di Dio è più chiaramente il timore di rompere una relazione di amore, piuttosto che la punizione per non aver obbedito a certe prescrizioni.
Il timor di Dio non è paura del Signore, è abbandono a Lui, umiltà, fiducia, rispetto reverenziale, stupore davanti alla sua grandezza e gioia nel compiere la volontà di Dio.

## Altre religioni
Tra le altre religioni, nella Fede Bahá'í "il timore di Dio spinge l'uomo ad attenersi a ciò che è buono e a evitare ogni male.